# سونداربانس
سونداربانس (به بنگالی: সুন্দরবন) جنگل حرایی متعلق به بنگلادش و بزرگترین جنگل حرای تک‌قطعه‌ای جهان است. این جنگل در فهرست میراث جهانی طبیعی یونسکو به ثبت رسیده و نامش در فهرست عجایب هفتگانه طبیعت آورده شده‌است.

## نام
واژهٔ سونداربان، متشکل از دو کلمهٔ شوندور و بون، در زبان بنگالی به معنای «جنگل زیبا» است و احتمالاً این کلمه برگرفته از درختان سونداری است که به‌وفور در سونداربانس یافت می‌شوند. شق دیگر آن است که این واژه تغییریافتهٔ کلمهٔ سامودرابان (به بنگالی: সমুদ্রবন به معنای جنگل دریایی) یا نام قبیلهٔ بدوی چاندرا-باندهه باشد. علی‌رغم این شق، همان نظریهٔ نخست که این نام را با درختان سونداری مرتبط می‌داند پذیرفته شده‌است.

## مشخصات
جنگل سونداربانس در دلتای وسیعی در خلیج بنگال که از تلاقی دو رود براهماپوترا و مگهنا در جنوب بنگلادش به‌وجود آمده قرار دارد. این جنگل‌ها منطقه‌ای به وسعت ۱۰٬۰۰۰ کیلومتر مربع را می‌پوشاند که از این میزان، ۶۰۰۰ کیلومتر مربع آن در بنگلادش قرار دارد.
سونداربانس توسط شبکهٔ پیچیده‌ای از آبراه‌های کشندی، جلگه‌های گلی و جزیره‌های کوچکِ درختانِ مقاوم به نمک حرا تقسیم‌بندی‌شده و پهنه‌های آبی میان جنگل‌ها همچون رودخانه‌ها، کانال‌ها و نهرها در حدود ۱٬۷۰۰ کیلومتر مربع را به خود اختصاص داده‌اند. تقریباً هر گوشهٔ این جنگل به‌دلیل وجود شبکهٔ به‌هم‌متصلی از آبراه‌ها توسط قایق قابل دسترسی است.
دلتای سونداربانس دارای خاکی حاصلخیز است که مورد بهره‌برداری شدید انسان در طی قرن‌ها قرار گرفته‌است و بیشتر منطقهٔ اکولوژیکی آن به منطقه‌ای کشاورزی تبدیل شده و تنها اندکی از جنگل‌ها در این بخش باقی‌مانده‌اند. این اندک جنگل‌ها همراه با درختان حرا زیستگاهی مهم را برای ببر بنگالی که در خطر انقراض نسل قرار گرفته‌است پدید می‌آورد و برای میلیون‌ها سکنهٔ خولنا و مونگلا و نواحی اطراف، همچون سدی نگهدارنده در برابر سیل‌های ناشی از گردباد، کارکردی حیاتی دارد.

## حیات وحش
منطقهٔ سونداربانس به وجود ببر بنگال سلطنتی با نام علمی Panthera tigris tigris شهره است و ۱۷۰ گونه پرنده از جمله ماهی‌خورک بال‌قهوه‌ای، عقاب دریایی شکم‌سفید، عقاب ماهی‌گیر کله‌خاکستری و چنگر ساکن آنند. شمار دیگری از جانداران نیز همچون ماهیان کوچک، خرچنگ، میگو، آهوی خالدار، روباه، روباه پرنده، گربه جنگلی، پانگولین، گراز وحشی، میمون ماکاک، گربه ماهی‌گیر، انواع کروکودیل و مار در سوندرابانس می‌زیند.
سوندرابانس همچنین یکی از مناطق مهم زمستان‌گذری پرندگان آبزی مهاجر است.

## میراث طبیعی یونسکو
سوندرابانس طی بیست و یکمین نشست سازمان آموزشی، علمی و فرهنگی سازمان ملل متحد (یونسکو) در سال ۱۹۹۷ به عنوان میراثی طبیعی در فهرست میراث جهانی یونسکو در منطقهٔ آسیا به ثبت رسید.